# Olcsó Könyvtár (Szépirodalmi Könyvkiadó)
A Szépirodalmi Könyvkiadó Olcsó Könyvtár sorozata 1954-től 1991-ig jelent meg. Az első kötetek 1954-től kis alakban (11×15 cm) jelentek meg, majd 1967-től nagyobb alakú (11×18 cm) formátumban, 1981-től színes borítóval. A kezdeti kötetenkénti 3-4 forintos árak 1979-ig tartották magukat. Az utolsó könyvek 30-40 forintba kerültek; ma az antikváriumok több száz forintért árusítják őket.
1955 és 1965 között a regényeket vagy elbeszélés-gyűjteményeket, ritkábban verseket tartalmazó kötetek többnyire hetente jelentek meg, azaz évi kb. 52 darab; a legtöbb mű egy- vagy kétkötetes, ritkábban háromkötetes kiadásban. Az egyetlen négykötetes csomag az 1960-ban megjelent Anna Karenina (8-11-es szám).
Az 1970-es évek elején indította a kiadó a Zsebkönyvtár című sorozatot, a koncepció szerint attól kezdve az OK-ban kortárs magyar írótól nem jelentettek meg művet, azokat a Zsebkönyvtárban adták ki.
A kisalakú köteteken évente újrakezdődő számozás található, de a 100., 200. stb. jubileumi köteteket külön megjelölték. A számozás rekonstrukciója (lentebb zárójelben) azonban az elcsúszások miatt 1961-ig csak feltételezett.
A kötetek listája:

## 1954
1. Jókai Mór: A cigánybáró
2. Jack London: A vadon szava
3. Jules Verne: A Bégum ötszáz milliója
4. Heltai Jenő: Jaguár
5. Robert Louis Stevenson: A Kincses Sziget
6. Mikszáth Kálmán: Szent Péter esernyője
7. Pierre Courtade: A fekete folyó
8. Móricz Zsigmond: Forró mezők
9. Lev Tolsztoj: Hadzsi Murat
10. Prosper Mérimée: Colomba
11. William Thackeray: A nagy Hoggarty gyémánt
12. Jókai Mór: Egy hírhedett kalandor
13. Valentyin Ivanov: Nyomon
14. Veres Péter: Rossz asszony
15. Nyikolaj Vasziljevics Gogol: Tarasz Bulba
16. Karinthy Frigyes: Omnibusz - Humoreszkek, jelenetek
17. Móricz Zsigmond: Pillangó
18. Illés Béla: Fegyvert s vitézt éneklek
19. Herbert George Wells: Az istenek eledele
20. Alekszej Tolsztoj: Aelita
21. Mikszáth Kálmán: A két koldusdiák
22. Marcel Prévost: Manon Lescaut és Des Grieux lovag története
23. Jókai Mór: Sárga rózsa
24. Verne Gyula: Francia zászló

| 1. Kaffka Margit: Színek és évek 2. Móricz Zsigmond: Úri muri 3. Makszim Gorkij: A mester 4. Nagy Lajos: A tanítvány 5. Stephen Leacock: Humoreszkek 6. Mikszáth Kálmán: Új Zrínyiász 7. Howard Fast: Az utolsó határ 8. Jókai Mór: Szegény gazdagok I. 9. (II. kötet) 10. Tersánszky Józsi Jenő: Legenda a nyúlpaprikásról 11. Boccaccio: Novellák 12. Verne Gyula: Dél csillaga 13. Alekszej Nyikolajevics Tolsztoj: Ibikusz 14. Gárdonyi Géza: Egri csillagok I. 15. (II. kötet) 16. (III. kötet) 17. Karinthy Frigyes: Nem nekem köszöntek - Válogatott elbeszélések 18. Kittenberger Kálmán: Vadászkalandok Afrikában 19. Anton Pavlovics Csehov: Dráma a vadászaton 20. Guy de Maupassant: A Szépfiú I. 21. (II. kötet) 22. Móricz Zsigmond: Nem élhetek muzsikaszó nélkül 23. Igor Newerly: A puszták fia 24. Tamási Áron: Hazai tükör I. 25. (II. kötet) 26. Lev Tolsztoj: Kozákok 27. Szabó Pál: Isten malmai I. 28. (II. kötet) 29. Honoré de Balzac: Goriot apó 30. Mikszáth Kálmán: Kísértet Lublón 31. Alekszej Nyikolajevics Tolsztoj: Emigránsok 32. Daniel Defoe: Robinson Crusoe I. 33. (II. kötet) 34. Tömörkény István: A Ravasz Kabók 35. Alekszandr Szerafimovics: Vasáradat 36. Móricz Zsigmond: Rokonok I. 37. (II. kötet) 38. Heinrich von Kleist: Kohlhaas Mihály 39. Pausztovszkij: Az aranygyapjú földjén 40. Petru Dumitriu: Családi ékszerek 41. Jack London: Az éneklő kutya I. 42. (II. kötet) 43. Móra Ferenc: Aranykoporsó I. 44. (II. kötet) 45. Nyikolaj Vasziljevics Gogol: Az orr 46. Honoré de Balzac: Ferragus 47. Romain Rolland: Colas Breugnon 48. Mark Twain: A lóvátett város 49. Vanda Vaszilevszkaja: Szivárvány 50. Rudyard Kipling: A dzsungel könyve I. 51. (II. kötet) 52. Friss szél (elbeszélések – vál. és bev. Kuczka Péter, ill. Szász Endre) 53. H. G. Wells: Bealby | 1. Karinthy Ferenc: Budapesti tavasz I. 2. (II. kötet) 3. Gottfried Keller: Falusi Romeo és Júlia 4. Móricz Zsigmond: A kis vereshajú • A fecskék fészket raknak 5. Stendhal: Vörös és fekete I. 6. (II. kötet) 7. Fagyejev: Tizenkilencen 8. Anna Seghers: A hetedik kereszt I. 9. (II. kötet) 10. Illyés Gyula: Puszták népe 11. Jókai Mór: A tűzön át az égbe 12. Alphonse Daudet: Tarasconi Tartarin 13. Rideg Sándor: Tűzpróba 14. Mihail Jurjevics Lermontov: Korunk hőse 15. Tolnai Lajos: Jubilánsok • A Kéry család 16. Mikszáth Kálmán: A Sipsirica • A gavallérok 17. Theodor Fontane: Effi Briest 18. Konsztantyin Mihajlovics Szimonov: Nappalok és éjszakák I. 19. (II. kötet) 20. Jack London: Ádám előtt 21. Illés Béla: Kárpáti rapszódia I. 22. (II. kötet) 23. Anatole France: A király iszik 24. Móricz Zsigmond: Árvácska 25. Arany János: Toldi 26. Makszim Gorkij: Első szerelmem 27. Robert Louis Stevenson: Emberrablók 28. Honoré de Balzac: Gobseck 29. Eötvös Károly: Házassági viszontagságok 1 30. Alekszandr Nyikolajevics Osztrovszkij: Az acélt megedzik I. 31. (II. kötet) 32. Voltaire: Candide • A vadember 33. Darvas József: Törökverő 34. Anton Pavlovics Csehov: Anna a férje nyakán 35. Kolozsvári Grandpierre Emil: A csillagszemű I. 36. (II. kötet) 37. Mark Twain: Puddingfejű Wilson 38. Howard Fast: Spartacus I. 39. (II. kötet) 40. Prosper Mérimée: Szent Bertalan éjszakája 41. Charles Dickens: Karácsonyi ének • Harangszó 42. Vlagyimir Galaktyionovics Korolenko: Nyelv nélkül 43. Mikszáth Kálmán: Különös házasság I. 44. (II. kötet) 45. Vasco Pratolini: Szegény szerelmesek krónikája I. 46. (II. kötet) 47. Mihail Alekszandrovics Solohov: Új barázdát szánt az eke I. 48. (II. kötet) 49. Alexandre Dumas: A három testőr I. 50. (II. kötet) 51. (III. kötet) |

| 1. Kosztolányi Dezső: Pacsirta 2. Honoré de Balzac: Eugénie Grandet 3. Móricz Zsigmond: Az asszony beleszól 4. Mark Twain: Egy jenki Artúr király udvarában I. 5. (II. kötet) 6. Krúdy Gyula: A podolini kísértet 7. Dosztojevszkij: Fehér éjszakák • A játékos 8. Moritz Hartmann: A chilloni fogoly 9. Solohov: Új barázdát szánt az eke I. 10. (II. kötet) 11. Tersánszky Józsi Jenő: Kakukk Marci ifjúsága 12. Alarcón: A háromszögletű kalap + Méregzsák kapitány 13. Jókai Mór: Az aranyember I. 14. (II. kötet) 15. Honoré de Balzac: A szamárbőr 16. Gábor Andor: Doktor Senki I. 17. (II. kötet) 18. Széchenyi Zsigmond: Csui! I. 19. (II. kötet) 20. Shakespeare: Hamlet • Szentivánéji álom 21. Turgenyev: Tavaszi vizek 22. Jack London: Országúton 23. Bárány Tamás: Csigalépcső 24. Victor Hugo: A párizsi Notre-Dame I. 25. (II. kötet) 26. (III. kötet) 27. Guy de Maupassant: Gömböc és más elbeszélések 28. Oravecz Paula: Kócos I. 29. (II. kötet) 30. Walter Scott: Quentin Durward I. 31. (II. kötet) 32. Anatole France: Bonnard Szilveszter vétke | 1. Ilf és Petrov: Tizenkét szék I. 2. (II. kötet) 3. Mikszáth Kálmán: Beszterce ostroma 4. Ferreira de Castro: Napfényes házikó I. 5. (II. kötet) 6. Oscar Wilde: A cantervillei kísértet 7. Jókai Mór: Erdély aranykora 8. Theodor Storm: A viharlovas • Heinz, a matróz 9. Thomas Hardy: Egy tiszta nő I. 10. (II. kötet) 11. Lev Tolsztoj: Feltámadás I. 12. (II. kötet) 13. Móricz Zsigmond: Betyár 14. Thomas Mann: Királyi fenség I. 15. (II. kötet) 16. Ivan Olbracht: Régi szép idők 17. Jókai Mór: Fekete gyémántok I. 18. (II. kötet) 19. Gárdonyi Géza: Szunyoghy miatyánkja 20. Sándor Kálmán: Szégyenfa I. 21. (II. kötet) 22. Török Gyula: Ikrek 23. Dosztojevszkij: Bűn és bűnhődés I. 24. (II. kötet) 25. (III. kötet) 26. Barabás Tibor: Mozart párizsi utazása • Beethoven 27. Honoré de Balzac: César Birotteau nagysága és bukása I. 28. (II. kötet) 29. Panova: Messzi utca 30. Móricz Zsigmond: Tündérkert I. 31. (II. kötet) 32. Nagy Lajos: Képtelen természetrajz 33. William Thackeray: Hiúság vására I. 34. (II. kötet) 35. (III. kötet) 36. Mikszáth Kálmán: A fekete város I. 37. (II. kötet) 38. Conrad Ferdinand Meyer: Jürg Jenatsch 39. Illés Béla: Ég a Tisza I. 40. (II. kötet) 41. (III. kötet) 42. József Attila: Külvárosi éj 43. Gorkij: Az Artamonovok I. 44. (II. kötet) 45. Jaroslav Hašek: Švejk I. 46. (II. kötet) 47. Igor Newerly: Egy boldog élet I. 48. (II. kötet) 49. Robert Louis Stevenson: Catriona I. 50. (II. kötet) 51. Szüreti fürt I. |

| 1. Szüreti fürt II 2. Pausztovszkij: Nyugtalan ifjúság I. 3. (II. kötet) 4. (III. kötet) 5. Móricz Zsigmond: Kivilágos kivirradtig 6. Stendhal: A pármai kolostor I. 7. (II. kötet) 8. (III. kötet) 9. Lengyel József: Prenn Ferenc hányatott élete I. 10. (II. kötet) 11. Prosper Mérimée: Carmen és más elbeszélések 12. Ivan Szergejevics Turgenyev: Apák és fiúk 13. Jókai Mór: A janicsárok végnapjai 14. Móricz Zsigmond: A nagy fejedelem I. 15. (II. kötet) 16. George Sand: Mauprat I. 17. (II. kötet) 18. Petru Dumitriu: Falusi krónika 19. Charles Dickens: Twist Olivér I. 20. (II. kötet) 21. (III. kötet) 22. Leszkov: Az elvarázsolt zarándok 23. Jack London: A beszélő kutya 24. Heltai Jenő: A 111-es 25. Herbert Ernest Bates: A jacaranda-fa I. 26. (II. kötet) 27. Jókai Mór: A kőszívű ember fiai I. 28. (II. kötet) 29. (III. kötet) 30. Żeromski: A hű folyó 31. Lev Tolsztoj: Polikuska 32. Mikszáth Kálmán: A Noszty fiú esete Tóth Marival I. 33. (II. kötet) 34. (III. kötet) 35. Ivo Andrić: Elátkozott udvar 36. Mesterházi Lajos: Pár lépés a határ I. 37. (II. kötet) 38. Leonhard Frank: Jézus tanítványai 39. Ady Endre: A tűz csiholója 40. Edgar Allan Poe: Az aranybogár 41. James Fenimore Cooper: A kém I. 42. (II. kötet) 43. (III. kötet) 44. Móricz Zsigmond: Az isten háta mögött 45. Karel Čapek: Betörők, bírák, bűvészek és társaik 46. Thury Zsuzsa: Egy fedél alatt I. 47. (II. kötet) 48. Mihail Solohov: Emberi sors 49. Alexandre Dumas: Ascanio I. 50. (II. kötet) 51. (III. kötet) 52. Mikszáth Kálmán: A beszélő köntös • Az eladó birtok | 1. Móricz Zsigmond: A nap árnyéka I. 2. (II. kötet) 3. Jaroslav Hašek: Švejk I. 4. (II. kötet) 5. Ernest Hemingway: A Kilimandzsáro hava 6. Széchenyi Zsigmond: Năhar I. 7. (II. kötet) 8. Lev Tolsztoj: Anna Karenina I. 9. (II. kötet) 10. (III. kötet) 11. (IV. kötet) 12. Anatole France: A lúdláb királyné 13. Jókai Mór: A Fehér Rózsa 14. Honoré de Balzac: Elveszett illúziók I. 15. (II. kötet) 16. (III. kötet) 17. John Steinbeck: Érik a gyümölcs I. 18. (II. kötet) 19. (III. kötet) 20. Illés Béla: Anekdoták könyve és újabb egészen rövid történetek 21. William Somerset Maugham: Eső (Elbeszélések) 22. Makszim Gorkij: Nyár 23. Mihail Sadoveanu: A balta 24. Alekszandr Kuprin: A boszorkány 25. Mikszáth Kálmán: Két választás Magyarországon I. 26. (II. kötet) 27. Émile Zola: Germinal I. 28. (II. kötet) 29. (III. kötet) 30. Alekszandr Szergejevics Puskin: A kapitány lánya 31. Albert Maltz: A tüzes nyíl I. 32. (II. kötet) 33. Móricz Zsigmond: Égi madár 34. Maupassant: Egy asszony élete 35. Msztyiszlavszkij: Tavaszi madár a varjú I. 36. (II. kötet) 37. Juhász Gyula: Himnusz az emberhez 38. Alois Jirásek: A kincs 39. Goda Gábor: A planétás ember I. 40. (II. kötet) 41. Gustave Flaubert: Bovaryné I. 42. (II. kötet) 43. Jules Verne: Sándor Mátyás I. 44. (II. kötet) 45. (III. kötet) 46. Szolovjov: A csendháborító 47. Gogol: Holt lelkek I. 48. (II. kötet) 49. B. Traven: A fehér rózsa I 50. Tarka szőttes I. 51. (II. kötet) |

| 1. Móricz Zsigmond: Rózsa Sándor összevonja a szemöldökét I. 2. (II. kötet) 3. Lev Tolsztoj: Hadzsi Murat 4. Prévost: Manon Lescaut 5. Emily Brontë: Üvöltő szelek I. 6. (II. kötet) 7. Jókai Mór: A lőcsei fehér asszony I. 8. (II. kötet) 9. (III. kötet) 10. Panova: Szentimentális regény 11. Németh László: Bűn I. 12. (II. kötet) 13. Olbracht: Nyikola Suhaj, a betyár 14. Mikszáth Kálmán: Szent Péter esernyője 15. Móricz Zsigmond: Pillangó 16. Zalka Máté: Doberdo I. 17. (II. kötet) 18. Jules Verne: A lángban álló szigettenger 19. Virágos gyertyák I. 20. (II. kötet) 21. Dumas: A fekete tulipán 22. William Thackeray: A nagy Hoggarty gyémánt 23. Az apácafőkötő - régi olasz novellák 24. Karel Čapek: Harc a szalamandrákkal I. 25. (II. kötet) 26. Voltaire: Candide • A vadember 27. Mikszáth Kálmán: Galamb a kalitkában 28. Stendhal: Vörös és fekete I. 29. (II. kötet) 30. Tabi László: Én, Te, Ő… - Humoreszkek 31. Platov: Hét szál fű országa I. 32. (II. kötet) 33. John Steinbeck: Lement a Hold 34. Rudyard Kipling: A dzsungel könyve I. 35. (II. kötet) 36. Radnóti Miklós: Sem emlék, sem varázslat 37. Ernest Hemingway: Az öreg halász és a tenger 38. Móricz Zsigmond: A boldog ember I. 39. (II. kötet) 40. Ilf és Petrov: Aranyborjú I. 41. (II. kötet) 42. Jókai Mór: A három királyok csillaga • A szegénység útja 43. Diderot: Az apáca 44. Hidas Antal: Márton és barátai I. 45. (II. kötet) 46. Korolenko: A vak muzsikus 47. Honoré de Balzac: Huhogók I. 48. (II. kötet) 49. Móricz Zsigmond: Kiserdei angyalok 50. Maupassant: A Szépfiú I. 51. (II. kötet) 52. Tersánszky Józsi Jenő: Rossz szomszédok | 1. Solohov: Feltört ugar I. 2. (II. kötet) 3. Jókai Mór: És mégis mozog a föld I. 4. (II. kötet) 5. (III. kötet) 6. Nagy Lajos: Kiskunhalom 7. Le Sage: A sánta ördög 8. Szaltikov-Scsedrin: A Galavljov-család I. 9. (II. kötet) 10. Herbert Ernest Bates: Jó széllel francia partra I. 11. (II. kötet) 12. Jirásek: A kutyafejűek 13. Mikszáth Kálmán: A Krúdy Kálmán csínytevései • Mindenki lépik egyet 14. Jan Otčenášek: Romeo, Júlia és a sötétség 15. Karinthy Frigyes: Utazás a koponyám körül 16. Pausztovszkij: Nagy várakozások kora I. 17. (II. kötet) 18. (III. kötet) 19. Roger Vailland: 325000 frank 20. Gádor Béla: Ideges emberek - Válogatott humoreszkek 21. Walter Scott: Ivanhoe I. 22. (II. kötet) 23. (III. kötet) 24. Móricz Zsigmond: Tyúkleves 25. B. Traven: Embervásár Mexikóban I. 26. (II. kötet) 27. Stendhal: Vörös és fehér I. 28. (II. kötet) 29. (III. kötet) 30. Darvas József: Máról holnapra I. 31. (II. kötet) 32. Joseph Bédier: Trisztán és Izolda regéje 33. Chabrol: Egy emberrel több 34. Katona József: Bánk bán 35. Daniel Defoe: Moll Flanders I. 36. (II. kötet) 37. Nagy Lajos: Razzia 38. Maupassant: A Rondoli-lányok • Parent úr • Az örökség 39. Madách Imre: Az ember tragédiája 40. Maltz: Simon Mckeever utazása 41. Jókai Mór: A gazdag szegények I. 42. (II. kötet) 43. Swift: Gulliver utazásai I. 44. (II. kötet) 45. Széchenyi Zsigmond: Afrikai tábortüzek I. 46. (II. kötet) 47. Émile Zola: A pénz I. 48. (II. kötet) 49. Wolfgang Schreyer: A zöld szörnyeteg I. 50. (II. kötet) 51. Thomas Mann: Mario és a varázsló • Tonio Kröger • Zűrzavar és kora bánat 52. Honoré de Balzac: A Nucingen-ház • Chabert ezredes • A vörös vendégfogadó |

| 1. Jókai Mór: Egy magyar nábob I. 2. (II. kötet) 3. (III. kötet) 4. Herbert Ernest Bates, H.E.: Bíbor sivatag 5. Kosztolányi Dezső: Nero 6. Herman Melville: Moby Dick I. 7. (II. kötet) 8. Palotai Boris: Vidám vasárnap 9. Homérosz: Odüsszeia I. 10. (II. kötet) 11. Peter Karvaš: Fintorgó múzsa 12. Móricz Zsigmond: A fáklya I. 13. (II. kötet) 14. Émile Zola: Hölgyek öröme I. 15. (II. kötet) 16. Bródy Sándor: A nap lovagja 17. Szimonov: Élők és holtak I. 18. (II. kötet) 19. (III. kötet) 20. Tatay Sándor: A fehér hintó I. 21. (II. kötet) 22. Longosz: Daphnisz és Chloé - Pásztorregény 23. Jókai Mór: Kárpáthy Zoltán I. 24. (II. kötet) 25. (III. kötet) 26. Roger Martin du Gard: Vén Európa 27. Török Gyula: A zöldköves gyűrű I. 28. (II. kötet) 29. Kuprin: A gránátköves karperec 30. Gabriel Chevallier: Botrány Clochemerle-ben I. 31. (II. kötet) 32. Vörösmarty Mihály: Csongor és Tünde 33. Victor Hugo: Kilencvenhárom I. 34. (II. kötet) 35. Apitz: Farkasok közt védtelen I. 36. (II. kötet) 37. Charlotte Brontë: Jane Eyre I. 38. (II. kötet) 39. (III. kötet) 40. Mesterházi Lajos: A négylábú kutya 41. B. Traven: A taliga 42. Tersánszky Józsi Jenő: Két zöld ász 43. Jules Verne: Prémvadászok I. 44. (II. kötet) 45. Tömörkény István: A házasság első éve 46. Martti Larni: A negyedik csigolya avagy Mr. Finn Amerikában I. 47. (II. kötet) 48. Theodor Storm: Erdei tó 49. Walter Scott: A talizmán I. 50. (II. kötet) 51. Csingiz Ajtmatov: Dzsamila szerelme 52. Kaffka Margit: Hangyaboly | 1. Heltai Jenő: Kiskirályok • Family hotel • VII. Emánuel és kora 2. Jerzy Andrzejewski: Hamu és gyémánt I. 3. (II. kötet) 4. Apuleius: Az aranyszamár 5. Jókai Mór: Szeretve mind a vérpadig I. 6. (II. kötet) 7. (III. kötet) 8. Jankovich Ferenc: Hulló csillagok I. 9. (II. kötet) 10. Ifjabb Alexandre Dumas: A kaméliás hölgy 11. Honoré de Balzac: Pons bácsi I. 12. (II. kötet) 13. Gárdonyi Géza: Ábel és Eszter 14. Gustave Flaubert: Érzelmek iskolája I. 15. (II. kötet) 16. Passuth László: Lagúnák I. 17. (II. kötet) 18. Fekete Gyula: Az orvos halála 19. Émile Zola: Tisztes úriház I. 20. (II. kötet) 21. Szerb Antal: A Pendragon-legenda I. 22. (II. kötet) 23. A visszhang titka - Szovjet írók elbeszélései I. 24. (II. kötet) 25. Kosztolányi Dezső: Aranysárkány I. 26. (II. kötet) 27. Shakespeare: Rómeó és Júlia 28. Tóth Árpád versei 29. Tomasi di Lampedusa: A Párduc I. 30. (II. kötet) 31. Roger Vailland: A törvény I. 32. (II. kötet) 33. Goda Gábor: Poldini úr I. 34. (II. kötet) 35. Németh László: Iszony I. 36. (II. kötet) 37. Szabó Magda: Disznótor 38. Móricz Zsigmond: Légy jó mindhalálig I. 39. (II. kötet) 40. Bondarev: Csend I. 41. (II. kötet) 42. Arany János balladái 43. B. Brecht: Háromgarasos regény I. 44. (II. kötet) 45. Martin Selber: Néma jégtáblák I. 46. (II. kötet) 47. Karinthy Frigyes: Ikarusz Pesten 48. Lev Tolsztoj: Kreutzer szonáta • Családi boldogság 49. Ernest Hemingway: Akiért a harang szól I. 50. (II. kötet) 51. (III. kötet) 52. Kaffka Margit: Mária évei |

| 1. Az apácafőkötő (Régi olasz novellák) 2. Jókai Mór: Az új földesúr I. 3. (II. kötet) 4. Jankovich Ferenc: A tél fiai I. 5. (II. kötet) 6. Émile Zola: A patkányfogó I. 7. (II. kötet) 8. Bóka László: Alázatosan jelentem I. 9. (II. kötet) 10. Móra Ferenc: Négy apának egy lánya 11. John Steinbeck: Kedves csirkefogók 12. Homérosz: Iliasz I. 13. (II. kötet) 14. Darvas József: Város az ingoványon 15. Hidas Antal: Más muzsika kell… I. 16. (II. kötet) 17. (III. kötet) 18. Sánta Ferenc: Húsz óra 19. Rabelais: Gargantua és Pantagruel (Szemelvények) I. 20. (II. kötet) 21. Jókai Mór: Fekete gyémántok I. 22. (II. kötet) 23. Iszaak Babel: Lovashadsereg 24. Kosztolányi Dezső: Édes Anna 25. Jules Verne: A bégum ötszáz milliója 26. Edgar Allan Poe: Az aranybogár 27. Ernest Hemingway: Az öreg halász és a tenger 28. Berkesi András: Játék a tisztességgel I. 29. (II. kötet) 30. Giovanni Boccaccio: Novellák 31. Leonhard Frank: Jézus tanítványai 32. William Faulkner: Megszületik augusztusban I. 33. (II. kötet) 34. Szabó Magda: Az őz 35. W. S. Maugham: Eső 36. Hegedüs Géza: Az isten és a részegek 37. Robert Louis Stevenson: A kincses sziget 38. Molière: Tartuffe 39. Shakespeare: Lear király 40. Jókai Mór: Rab Ráby I. 41. (II. kötet) 42. Emily Brontë: Üvöltő szelek I. 43. (II. kötet) 44. Karinthy Frigyes: Így írtok ti 45. Louis Aragon: A bázeli harangok I. 46. (II. kötet) 47. H. G. Wells: Az istenek eledele 48. Goethe: Faust 49. Vikingfiak I. (Ó-izlandi saga) 50. (II. kötet) 51. Puskin: Anyegin 52. Ketten decemberben | 1. Lion Feuchtwanger: A hamis Nero I. 2. (II. kötet) 3. Palotai Boris: A madarak elhallgattak 4. Robert Merle: Két nap az élet 5. Jókai Mór: Minden poklokon keresztül 6. Katona József: Bánk bán 7. Móricz Zsigmond: Sárarany 8. Daniel Defoe: Singleton kapitány I. 9. (II. kötet) 10. Kosztolányi Dezső: Esti Kornél 11. A varázshordó – Mai amerikai elbeszélők 12. Illyés Gyula: Ebéd a kastélyban 13. Tabi László: Pardon, százegy percre - Humoreszkek 14. S. Maugham: Akkor és most 15. Vörösmarty Mihály: Csongor és Tünde\|Csongor és Tünde 16. Molnár Gábor: Ahol az ösvény véget ér I. 17. (II. kötet) 18. Stefan Zweig: Égő titok • Sakknovella 19. Jankovich Ferenc: Hídégetés I. 20. (II. kötet) 21. Victor Hugo: Kilencvenhárom I. 22. (II. kötet) 23. Gárdonyi Géza: Dávidkáné • Az öreg tekintetes 24. V. Tyendrjakov: Hármas, hetes, ász • Rövidzárlat 25. Tamási Áron: Bölcső és bagoly 26. Blaise Cendrars: Az arany 1. Thomas Mann: Mario és a varázsló 2. Maugham: Színház I. 3. (II. kötet) 4. Paul de Kruif: Bacilusvadászok I. 5. (II. kötet) 1. Arany János: Toldi-trilógia 2. Vörösmarty Mihály: Csongor és Tünde\|Csongor és Tünde 3. Heltai Jenő: Jaguár 4. Mikszáth Kálmán: A Noszty fiú esete Tóth Marival 5. Madách Imre: Az ember tragédiája 6. William Thackeray: A nagy Hoggarty gyémánt 7. Móricz Zsigmond: A boldog ember 8. Katona József: Bánk bán 9. Jókai Mór: Fekete gyémántok 10. Krúdy Gyula: Mohács 11. Móricz Zsigmond: Rokonok 12. Gárdonyi Géza: A láthatatlan ember 13. Csehov: A párbaj |

| 1. Nagy Lajos: Kiskunhalom 2. Plutarkhosz: Három életrajz 3. Jókai Mór: Az arany ember 4. Az Ezeregyéjszaka meséi 5. Karinthy Frigyes: Capillária • Gulliver hatodik útja 6. Charles Dickens: Karácsonyi ének • Harangszó 7. Gárdonyi Géza: Ida regénye 8. Kosztolányi Dezső: Édes Anna 9. Dumas: Korzikai testvérek • Herminie 10. Török Gyula: Ikrek 11. Babits Mihály: A gólyakalifa 12. Anatole France: Színésztörténet 13. Jókai Mór: És mégis mozog a föld I. 14. (II. kötet) 15. Móricz Zsigmond: Kerek Ferkó 16. Alekszandr Kuprin: Szulamit • A gránátköves karperec 17. Krúdy Gyula: Festett király 18. Mikszáth Kálmán: Tót atyafiak • A jó palócok 19. Casanova: Szökés az ólombörtönből (Részlet az „Emlékirataim”-ból) 20. Kosztolányi Dezső: Aranysárkány | 1. Hunyady Sándor: A hajó királynője • Téli sport 2. Kuprin: Párbaj 3. Mikszáth Kálmán: A beszélő köntös • A két koldusdiák 4. Thomas Mann: Az elcserélt fejek • Halál Velencében 5. Sarkadi Imre: A gyáva • Gál János útja 6. Tamási Áron: Ábel a rengetegben 7. Móricz Zsigmond: Rózsa Sándor a lovát ugratja 8. Móricz Zsigmond: Rózsa Sándor összevonja a szemöldökét 9. Leacock: A rejtély titka (Stephen Butler Leacock) 10. Robert Louis Stevenson: Remeték kincse • Vidám vitézek 11. Nagy Lajos: A tanítvány 12. Karinthy Frigyes: Így írtok ti 13. Lev Tolsztoj: Ivan Iljics halála 14. Krúdy Gyula: Az első Habsburg 15. Goncourt: A Zemganno testvérek 16. Török Gyula: A zöldköves gyűrű 17. Dumas: A régens lánya 18. Alphonse Daudet: A nábob |

| 1. Mikszáth Kálmán: A fekete város 2. Gustave Flaubert: Bovaryné 3. Bródy Sándor: Rembrandt 4. Panait Istrati: Kyra Kyralina 5. Jókai Mór: A gazdag szegények 6. Romain Rolland: Colas Breugnon 7. Móricz Zsigmond: Pillangó 8. Tamási Áron: Ábel az országban 9. Mikszáth Kálmán: Két választás Magyarországon 10. Széchenyi Zsigmond: Alaszkában vadásztam 11. Karinthy Frigyes: Utazás a koponyám körül 12. Georges Simenon: A furnes-i polgármester 13. Kosztolányi Dezső: A rossz orvos 14. Joseph Conrad: Győzelem 15. Stefan Zweig: Fantasztikus éjszaka 16. Guy de Maupassant: A Szépfiú 17. Heltai Jenő: Kiskirályok • Family hotel • VII. Emánuel és kora 18. Saint-Simon: A Napkirály udvarában | 1. Honoré de Balzac: Elveszett illúziók I. 2. (II. kötet) 3. Fitzgerald: A nagy Gatsby 4. Móricz Zsigmond: Úri muri 5. Petőfi Sándor: Válogatott költemények 6. Kosztolányi Dezső: Pacsirta 7. Georges Simenon: Az örökös 8. Füst Milán: Advent – Három kisregény 9. Guy de Maupassant: Az ember szíve 10. Barbey d’Aurevilly: A karmazsin függöny 11. Mikszáth Kálmán: Szent Péter esernyője 12. Kaffka Margit: Hangyaboly 13. Jean Cocteau: Rettenetes gyerekek • Rettenetes szülők 14. Jókai Mór: A lőcsei fehér asszony 15. Tamási Áron: Ábel Amerikában 16. André Maurois: A gondolatolvasó gép • Utazás a mívesek országában |

| 1. Móricz Zsigmond: Árvácska 2. Jókai Mór: Erdély aranykora 3. Gárdonyi Géza: Isten rabjai 4. Petőfi Sándor: Elbeszélő költeményei 5. Graham Greene: Titkos megbizatás 6. Mikszáth Kálmán: A szelistyei asszonyok • Az eladó birtok 7. Nagy Lajos: Képtelen természetrajz 8. Tamási Áron: Czímeresek 9. Kosztolányi Dezső: Néró, a véres költő 10. József Attila: A Dunánál 11. Karinthy Frigyes: Skarlát – novellák 12. McCullers: Óra mutató nélkül 13. Homérosz: Odüsszeia 14. Ady Endre: Intés az őrzőkhöz – Válogatott versek 15. Geraszimov: Öt nap pihenő • Baklanov: Egy nap – és az egész élet (Joszif Geraszimov), (Grigorij Baklanov) 16. Illyés Gyula: Petőfi Sándor 17. Benvenuto Cellini mester élete, amiképpen Ő maga megírta Firenzében 18. A csillagűzött szerető – Tudományos-fantasztikus elbeszélések | 1. Móricz Zsigmond: Betyár 2. Babits Mihály: Húsvét előtt 3. Anatole France: Bonnard Szilveszter vétke 4. Mikszáth Kálmán: Különös házasság 5. Turgenyev: Tavaszi vizek 6. Kaffka Margit: Színek és évek 7. Maupassant: Ékszerek 8. Krúdy Gyula: Rezeda Kázmér szép élete 9. Alain-Fournier: Az ismeretlen birtok 10. Hunyady Sándor: Aranyifjú 11. Gustave Flaubert: Érzelmek iskolája 12. Kosztolányi Dezső: Esti Kornél 13. William Golding: A legyek ura 14. Vajda János: A virrasztók 15. Maugham: Zsákutca 16. Puskin: Borisz Godunov • A kapitány lánya 17. Három izlandi történet 18. Dosztojevszkij: A játékos • Fehér éjszakák |

| 1. Szabó Pál: Talpalatnyi föld I. 2. (II. kötet) 3. Gárdonyi Géza: Az öreg tekintetes • Ábel és Eszter 4. Hughes: Szélvihar Jamaicában 5. Török Gyula: A porban 6. Homérosz: Odüsszeia 7. Lovik Károly: A kertelő agár • Az aranypolgár 8. Jókai Mór: Törökvilág Magyarországon 9. Leonov: Az üstökös 10. Feuchtwanger: Simone 11. Graham Greene: A csendes amerikai 12. Stendhal: Vörös és fekete 13. Mikszáth Kálmán: Egy éj az Arany Bogárban 14. Móricz Zsigmond: Kivilágos kivirradtig 15. Széchenyi Zsigmond: Năhar – Indiai útinapló 16. Krúdy Gyula: Hét bagoly 17. Kaffka Margit: Két nyár 18. Colette: Zsendülő vetés 19. Montherlant: Agglegények | 1. Szabó Lőrinc: Káprázat 2. Molnár Ferenc: Széntolvajok 3. Victor Hugo: Kilencvenhárom 4. Holopov: Budapesti ballada 5. Garnett: A rókafeleség • Ember az állatkertben 6. Gárdonyi Géza: Ida regénye 7. Mauriac: A méregkeverő • Fekete angyalok 8. Evelyn Waugh: Egy marék por 9. Tamási Áron: Hazai tükör – Krónika 1832-1853 10. Tersánszky J. Jenő: Viszontlátásra, drága 11. Alfred de Musset: A század gyermekének vallomása 12. Jókai Mór: A janicsárok végnapjai 13. Lenz: Városszerte beszélik • Lehmann meséi 14. Thomas Mann: Egy szélhámos vallomásai 15. Jókai Mór: Egy hírhedett kalandor a XVII. századból 16. Jókai Mór: Szép Mikhál |

| 1. Jókai Mór: Az utolsó budai basa • A debreceni kastély 2. Jókai Mór: Nincsen ördög 3. Updike: A kentaur 4. Széchenyi Zsigmond: Ahogy elkezdődött 5. Julien Green: Leviathan 6. Szép Ernő: Lila ákác 7. Mikszáth Kálmán: A haldokló oroszlán 8. Sarkadi Imre: Oszlopos Simeon • Bolond és szörnyeteg 9. Móricz Zsigmond: Az ágytakaró • A fecskék fészket raknak 10. Héliodórosz: Sorsüldözött szerelmesek 11. Ferdinand Oyono: Az öreg néger és a kitüntetés 12. Asturias: A Kincses úrfi 13. Németh László: Gyász 14. Malamud: A mesterember 15. Krúdy Gyula: Aranykéz utcai szép napok 16. Homérosz: Odüsszeia 17. Okudzsava: Szegény Avroszimov | 1. Kaffka Margit: Hangyaboly 2. Arany János balladái 3. Gárdonyi Géza: A láthatatlan ember 4. Sztoev: Az arany ára 5. Aucassin és Nicolette + Trisztán és Izolda 6. Nagy Lajos: Képtelen természetrajz és más karcolatok 7. Chicago ostroma – Mai amerikai elbeszélők 8. Mikszáth Kálmán: Kísértet Lublón • A szelistyei asszonyok 9. Turgenyev: Füst 10. Joseph Conrad: A sötétség mélyén 11. Szamarakisz: A hiba 12. Jókai Mór: Gróf Benyovszky Móric 13. Virginia Woolf: Orlando 14. Heinrich Mann: Ronda tanár úr 15. Szolovjov: Az elvarázsolt herceg 16. Rideg Sándor: Sámson 17. Truman Capote: A fűhárfa • Álom luxuskivitelben |

| 1. Móricz Zsigmond: Árvácska 2. Heltai Gáspár: Ponciánus császár históriája 3. Thomas Mann: A kiválasztott 4. Jókai Mór: Sárga rózsa 5. Franz Kafka: Amerika 6. de Lera: A félelem harsonái 7. John Steinbeck: Egy marék arany 8. Andres: Hintajáték 9. Honoré de Balzac: Modeste Mignon 10. Gárdonyi Géza: Az öreg tekintetes • Ábel és Eszter 11. Gaskell: A kisváros 12. Lev Tolsztoj: Bál után 13. Kosztolányi Dezső: Életre-halálra 14. Mme de Lafayette: Clèves hercegnő 15. Mikszáth Kálmán: A fekete fogat 16. Mihaszna Eduárd (Az 1920-as évek szovjet novellái) 17. Képes Krónika | 1. Jókai Mór: A cigánybáró • Párbaj Istennel 2. Móricz Zsigmond: A fáklya 3. Móricz Zsigmond: Pillangó 4. Móricz Zsigmond: Kivilágos kivirradtig 5. Móricz Zsigmond: Úri muri 6. Déry Tibor: Képzelt riport egy amerikai popfesztiválról • A félfülű 7. Takáts Sándor: Buda két árulója 8. Strachey: Erzsébet és Essex 9. Tomasi di Lampedusa: A Párduc 10. II. Rákóczi Ferenc: Emlékiratai 11. Cazotte: A szerelmes ördög • Constant: Adolphe 12. Szerémi György: Magyarország romlásáról 13. Makszim Gorkij: Itáliai mesék 14. E. T. A. Hoffmann: Az arany virágcserép • Scuderi kisasszony 15. Crnjanski: Egy csepp spanyol vér 16. A Notre-Dame tornyai – Mai francia elbeszélések 17. Mario Vargas Llosa: A város és a kutyák |

| 1. Mikszáth Kálmán: Két választás Magyarországon 2. William Golding: Ripacs Martin 3. Mikes Kelemen: Mulatságos napok 4. Jókai Mór: A Fehér Rózsa 5. Nagy Lajos: Képtelen természetrajz 6. Anatole France: Angyalok lázadása 7. Bondarev: A part 8. Tersánszky Józsi Jenő: Kakuk Marci 9. Tamási Áron: Jégtörő Mátyás 10. Ernest Hemingway: Fiesta 11. E. M. Forster: Út Indiába 12. Dino Buzzati: A Tatárpuszta 13. Kurt Vonnegut: Az ötös számú vágóhíd 14. Németh László: Kocsik szeptemberben 15. Karel Čapek: Foltýn zeneszerző élete és munkássága (kisregény) + Novellák 16. Gárdonyi Géza: Ida regénye | 1. Jókai Mór: Erdély aranykora 2. Charles De Coster: Thyl Ulenspiegel I. 3. (II. kötet) 4. Jean-Paul Sartre: Az Undor 5. Babits Mihály: A gólyakalifa 6. Mikszáth Kálmán: Új Zrinyiász 7. Emily Brontë: Üvöltő szelek 8. A Hunyadiak kora 9. Heltai Jenő: Abu Majub bolhája 10. A császári Róma 11. E. T. A. Hoffmann: Az arany virágcserép • Scuderi kisasszony 12. Drága illúzió – Mai angol elbeszélők 13. Tömörkény István: Csata a boldogságért 14. William Faulkner: Szentély |

| 1. Forgách Ferenc: Emlékirat Magyarország állapotáról Ferdinánd, János, Miksa királysága és II. János erdélyi fejedelemsége alatt 2. Németh László: Bűn 3. Mikszáth Kálmán: Beszterce ostroma 4. James Joyce: Ifjúkori önarckép 5. Krúdy Gyula: A vörös postakocsi 6. Jókai Mór: A gazdag szegények 7. Suzanne Prou: Bernardiniék terasza 8. A Báthoriak kora - válogatás korabeli krónikákból 9. Gábor Andor: Doktor Senki 10. Rideg Sándor: Indul a bakterház 11. Móricz Zsigmond: Árvácska | 1. Csokonai Vitéz Mihály: Dorottya • A méla Tempefői 2. Voltaire: Candide 3. A folyó harmadik partja - Latin-amerikai elbeszélők 4. Vörösmarty Mihály: Keserű pohár 5. Homérosz: Odüsszeia 6. Kosztolányi Dezső: Aranysárkány 7. Mikszáth Kálmán: A beszélő köntös • A két koldusdiák 8. John Updike: Szegényházi vásár • A farm 9. Szophoklész: Élektra • Oedipusz király • Antigoné 10. Déry Tibor: Vidám temetés 11. Veres Péter: Gyepsor 12. Charles-Ferdinand Ramuz: Üldözött vad • Ádám és Éva 13. Babits Mihály: Húsvét előtt 14. Julien Green: Adrienne Mesurat 15. King Kong gyermekei - Mai német elbeszélők 16. Jean Giono: Zeng a világ 17. Gabriel García Márquez: Száz év magány |

| 1. A négylábú tyúk – Mai szovjet szatírák 2. Déry Tibor: Képzelt riport … • A félfülű 3. E. T. A. Hoffmann: Az arany virágcserép • Scuderi kisasszony 4. Bethlen Kata: Önéletírása 5. Homérosz: Iliasz 6. Sarkadi Imre: Pokolraszállás 7. Jókai Mór: Egy hírhedt kalandor a XVII. sz.-ból 8. Gáll István: Vaskor 9. Pausztovszkij: Romantikusok 10. Móricz Zsigmond: Nem élhetek muzsikaszó nélkül • A szerelmes levél 11. Tamási Áron: Bölcső és bagoly 12. Kellér Andor: A rulettkirály 13. Lytton Strachey: Viktória királynő 14. Gelléri Andor Endre: Jamaica rum 15. Csokonai Vitéz Mihály: Dorottya/A méla Tempefői 16. Móricz Zsigmond: A boldog ember 17. William Somerset Maugham: Első személyben | 1. Kosztolányi Dezső: Pacsirta 2. Tamási Áron: Ábel a rengetegben 3. Mikszáth Kálmán: Szent Péter esernyője 4. Anton Pavlovics Csehov: A párbaj 5. Móricz Zsigmond: Rokonok 6. Kosztolányi Dezső: Pacsirta 7. Illyés Gyula: Petőfi Sándor 8. Thomas Mann: Az elcserélt fejek • Halál Velencében 9. Elliott Arnold: A virrasztás éjszakája 10. Füst Milán: Nevetők 11. Fényesebb a láncnál a kard – Elbeszélők 1848-49-ről 12. Jean Giraudaux: Églantine 13. Homérosz: Iliasz 14. Voltaire: Candide vagy az optimizmus 15. Homérosz: Odüsszeia |

| 1. Sarkadi Imre: A gyáva 2. Örkény István: Tóték • Macskajáték 3. Mesterházi Lajos: A Prométheusz-rejtély 4. Goethe: Werther szerelme és halála 5. Móricz Zsigmond: Kivilágos kivirradtig • Úri muri 6. Sartre: Egy vezér gyermekkora • A fal 7. Mikszáth Kálmán: Tót atyafiak • Gavallérok 8. Róma utódai | 1. Illyés Gyula: Puszták népe (rossz számozás) 2. Dos Passos: Manhattani kalauz 3. Darvas József: A legnagyobb magyar falu 4. Déry Tibor: A kiközösítő 5. Camus: Közöny 6. Jókai Mór: Sárga rózsa 7. Hajnóczy Péter: A halál kilovagolt Perzsiából 8. Szophoklész: Élektra/Oidipus király/Antigoné 9. Apor Péter: Metamorphosis Transylvaniae 10. Jókai Mór: Sárga rózsa 11. Karinthy Frigyes: Ikarusz Pesten 12. Georges Simenon: A Bicêtre harangjai 13. Leacock: A Kék Edward 14. Ernest Hemingway: Afrikai vadásznapló |

## 1988
| 1. Mikszáth Kálmán: Beszterce ostroma 2. Móricz Zsigmond: Erdély I. 3. (II. kötet) 4. (III. kötet) 5. Móricz Zsigmond: Árvácska 6. Kosztolányi Dezső: Édes Anna 7. Homérosz: Iliasz 8. Tersánszky Józsi Jenő: Viszontlátásra drága 9. Örkény István: Egyperces novellák 10. Tamási Áron: Bölcső és Bagoly 11. Antoine de Saint-Exupéry: Az ember földje | 1. Malraux: Az ember sorsa 2. de Vigny: Cinq-Mars összeesküvése 3. Jókai Mór: Törökvilág Magyarországon 4. Mikszáth Kálmán: Szent Péter esernyője |

## 1989
Gustave Flaubert: Bouvard és Pécuchet

957. Hérodotosz: Kűrosz / Xerxész

Jókai Mór: Erdély aranykora

Jókai Mór: Törökvilág Magyarországon

964. Franz Kafka: Az éhezőművész

Mikszáth Kálmán: Szent Péter esernyője

Móricz Zsigmond: Rokonok

Tamási Áron: Ábel a rengetegben (regény)|Ábel a rengetegben

Voltaire: Candide avagy az optimizmus

## 1990
Johann Wolfgang von Goethe: Werther szerelme és halála

Guy de Maupassant: Egy asszony élete

Mikszáth Kálmán: A két koldusdiák / A beszélő köntös

Németh László: Gyász (Illyés Gyula tanulmányával)

Örkény István: Tóték / Rózsakiállítás

Gaius Suetonius Tranquillus: Caesarok élete

## 1991
Móricz Zsigmond: Árvácska

Tersánszky Józsi Jenő: A margarétás dal